# Президентські вибори у США 1992
Президентські вибори в США 1992 року — 52-і послідовні вибори президента та віцепрезидента США на чотирирічний термін. Основна боротьба розгорнулася між представниками республіканців (Джордж Буш-старший) та демократів (Білл Клінтон). Вибори значно відрізнялися від інших в останні десятиліття, зважаючи на наявність сильного незалежного кандидата — Росс Перо, який також брав участь у тристоронніх теледебатах на відміну від інших незалежних кандидатів на інших виборах.
Участь Росса Перо у виборах 1992 року вплинула на результат виборів, а саме відібрала голоси у Дж. Буша-старшого та принесла перемогу Біллу Клінтону. Перо набрав 19 % голосів виборців (найвище значення серед « третіх» кандидатів після виборів 1912 року), у двох штатах зайняв друге місце, але не переміг ні в одному штаті (і відповідно не отримав голосів виборників).
Перемогу на виборах здобув демократ Білл Клінтон.

## Загальні відомості
Стаття Друга Конституції передбачає, що Президент і Віцепрезидент Сполучених Штатів повинні бути природженими громадянами США, принаймні 35-річного віку, і жити в країні протягом не менш ніж 14-ти років. Кандидати в президенти найчастіше висуваються від однієї з різних політичних партій США, і в цьому випадку кожна зі сторін розробляє метод (наприклад, праймеріз), щоб вибрати того, хто, на думку партії, найкраще підходить для висунення на цю посаду. Традиційно, праймеріз — це непрямі вибори, в яких виборці голосують за делегата, який зобов'язується підтримати певного кандидата. Члени партії офіційно номінують кандидата для висунення від імені партії. Загальні вибори в листопаді також є непрямими, коли виборці голосують за членів Колегії виборників; ці виборники, своєю чергою, безпосередньо обирають президента і віцепрезидента.

## Результати
| Кандидат                     | Партія                 | Виборці     | Виборці | Виборники |
| Кандидат                     | Партія                 | Кількість   | %       | Виборники |
| ---------------------------- | ---------------------- | ----------- | ------- | --------- |
| Білл Клінтон/Альберт Гор     | Демократична партія    | 44 909 806  | 43,0 %  | 370       |
| Джордж Буш-старший/Ден Куейл | Республіканська партія | 39 104 550  | 37,4 %  | 168       |
| Росс Перо/Джеймс Стокдейл    | (незалежні кандидати)  | 19 743 821  | 18,9 %  | 0         |
| Андре Марроу/Ненсі Лорд      | Лібертаріанська партія | 290 087     | 0,3 %   | 0         |
| Усього                       | Усього                 | 104 048 264 | 100 %   | 538       |

## Результати по штатах
| Штат                       | Виборників | Білл Клінтон | Джордж Буш-старший | Росс Перо | Інші  |
| -------------------------- | ---------- | ------------ | ------------------ | --------- | ----- |
| Алабама                    | 9          | 40,9 %       | 47,6 %             | 10,8 %    | 0,6 % |
| Аляска                     | 3          | 30,3 %       | 39,5 %             | 28,4 %    | 1,8 % |
| Аризона                    | 8          | 36,5 %       | 38,5 %             | 23,8 %    | 1,2 % |
| Арканзас                   | 6          | 53,2 %       | 35,5 %             | 10,4 %    | 0,9 % |
| Айдахо                     | 4          | 28,4 %       | 42,0 %             | 27,0 %    | 2,5 % |
| Айова                      | 7          | 43,3 %       | 37,3 %             | 18,7 %    | 0,7 % |
| Вайомінг                   | 3          | 34,1 %       | 39,7 %             | 25,6 %    | 0,6 % |
| Вашингтон                  | 11         | 43,4 %       | 32,0 %             | 23,7 %    | 0,9 % |
| Вермонт                    | 3          | 46,1 %       | 30,4 %             | 22,8 %    | 0,7 % |
| Вірджинія                  | 13         | 40,6 %       | 45,0 %             | 13,6 %    | 0,8 % |
| Вісконсин                  | 11         | 41,1 %       | 36,8 %             | 21,5 %    | 0,6 % |
| Делавер                    | 3          | 43,5 %       | 35,3 %             | 20,4 %    | 0,7 % |
| Джорджія                   | 13         | 43,5 %       | 42,9 %             | 13,3 %    | 0,3 % |
| Гаваї                      | 4          | 48,1 %       | 36,7 %             | 14,2 %    | 1,0 % |
| Західна Вірджинія          | 5          | 48,4 %       | 35,4 %             | 15,9 %    | 0,3 % |
| Іллінойс                   | 22         | 48,6 %       | 34,3 %             | 16,6 %    | 0,4 % |
| Індіана                    | 12         | 36,8 %       | 42,9 %             | 19,8 %    | 0,5 % |
| Каліфорнія                 | 54         | 46,0 %       | 32,6 %             | 20,6 %    | 0,8 % |
| Канзас                     | 6          | 33,7 %       | 38,9 %             | 27,0 %    | 0,4 % |
| Кентуккі                   | 8          | 44,6 %       | 41,3 %             | 13,7 %    | 0,4 % |
| Колорадо                   | 8          | 40,1 %       | 35,9 %             | 23,3 %    | 0,7 % |
| Коннектикут                | 8          | 42,2 %       | 35,8 %             | 21,6 %    | 0,4 % |
| Луїзіана                   | 9          | 45,6 %       | 41,0 %             | 11,8 %    | 1,6 % |
| Массачусетс                | 12         | 47,5 %       | 29,0 %             | 22,8 %    | 0,6 % |
| Міннесота                  | 10         | 43,5 %       | 36,4 %             | 24,0 %    | 0,7 % |
| Міссісіпі                  | 7          | 40,8 %       | 49,7 %             | 8,7 %     | 0,8 % |
| Міссурі                    | 11         | 44,1 %       | 33,9 %             | 21,7 %    | 0,3 % |
| Мічиган                    | 18         | 43,8 %       | 36,4 %             | 19,3 %    | 0,6 % |
| Монтана                    | 3          | 37,6 %       | 35,1 %             | 26,1 %    | 1,1 % |
| Мен                        | 4          | 38,8 %       | 30,4 %             | 30,4 %    | 0,4 % |
| Меріленд                   | 10         | 49,8 %       | 35,6 %             | 14,2 %    | 0,4 % |
| Небраска                   | 5          | 29,4 %       | 46,6 %             | 23,6 %    | 0,4 % |
| Невада                     | 4          | 37,4 %       | 34,7 %             | 26,2 %    | 1,7 % |
| Нью-Гемпшір                | 4          | 38,9 %       | 37,7 %             | 22,6 %    | 0,8 % |
| Нью-Джерсі                 | 15         | 43,0 %       | 40,6 %             | 15,6 %    | 0,9 % |
| Нью-Мексико                | 5          | 45,9 %       | 37,3 %             | 16,1 %    | 0,6 % |
| Нью-Йорк                   | 33         | 49,7 %       | 33,9 %             | 15,7 %    | 0,7 % |
| Огайо                      | 21         | 40,2 %       | 38,3 %             | 21,0 %    | 0,5 % |
| Оклахома                   | 8          | 34,0 %       | 42,6 %             | 23,0 %    | 0,3 % |
| Орегон                     | 7          | 42,5 %       | 32,5 %             | 24,2 %    | 0,8 % |
| Пенсільванія               | 23         | 45,1 %       | 36,1 %             | 18,2 %    | 0,5 % |
| Род-Айленд                 | 4          | 47,0 %       | 29,0 %             | 23,2 %    | 0,8 % |
| Північна Дакота            | 3          | 32,2 %       | 44,2 %             | 23,1 %    | 0,5 % |
| Північна Кароліна          | 14         | 42,7 %       | 43,4 %             | 13,7 %    | 0,2 % |
| Теннессі                   | 11         | 47,1 %       | 42,4 %             | 10,1 %    | 0,4 % |
| Техас                      | 32         | 37,1 %       | 40,6 %             | 22,0 %    | 0,3 % |
| Федеральний округ Колумбія | 3          | 84,6 %       | 9,1 %              | 4,3 %     | 2,0 % |
| Флорида                    | 25         | 39,0 %       | 40,9 %             | 19,8 %    | 0,3 % |
| Південна Дакота            | 3          | 37,1 %       | 40,7 %             | 21,8 %    | 0,4 % |
| Південна Кароліна          | 8          | 39,9 %       | 48,0 %             | 11,5 %    | 0,6 % |
| Юта                        | 5          | 24,7 %       | 43,4 %             | 27,3 %    | 4,6 % |